# Зарисовки об одеждах и городах
«Зарисовки об одеждах и городах» (нем. Aufzeichnungen zu Kleidern und Städten) — документальный фильм режиссёра Вима Вендерса о творчестве японского дизайнера Ёдзи Ямамото.

## Сюжет
Парижский Центр Жоржа Помпиду предложил Виму Ведерсу снять фильм о современной моде. Хотя Вендерс никогда особо не интересовался модой, это предложение стало поводом для знакомства с жизнью и творчеством Ёдзи Ямамото, который уже давно привлекал внимание немецкого режиссёра.